# Tomb Raider: Anniversary
Tomb Raider: Anniversary é um jogo eletrônico de ação-aventura desenvolvido pela Crystal Dynamics e publicado pela Eidos Interactive. É o oitavo título principal da série Tomb Raider, e um remake do primeiro jogo da franquia. originalmente lançado em 1996. Foi lançado na segunda metade de 2007 para Microsoft Windows, PlayStation 2, PlayStation Portable, Xbox 360 e Wii, com conversões para OS X e PlayStation 3 estreando em 2008 e 2011, respectivamente.

## História
Lara Croft foi contratada por Jacqueline Natla, diretora geral da Natla Technologies para recuperar um misterioso artefacto (que seu pai já tinha tentado descobri-lo) ao qual havia rumores que se encontrava escondido numa tumba peruana (Vilcabamba). Lara encontra o artefato dando-se conta de que se tratava apenas de uma parte entre três do poderoso Scion, uma relíquia do continente perdido de Atlântida. Lara descobre que não é a única que busca o Scion e, surpresa! Sua cliente não é quem aparenta ser. A história se inicia com uma explosão em Los Álamos, Novo México, baseada no ano de 1945, que arremessou um artefacto ao céu o qual aterrissou em um desconhecido e deserto vale. Sua primeira missão consiste em ir até o Peru e entrar na misteriosa cidade de Vilcabamba, uma antiga civilização Inca e encontrar o primeiro fragmento do Scion. Após um confronto com Larson, ele lhe diz que Natla enviou Pierre DuPont para encontrar as outras duas partes do Scion. Após uma visita ao escritório de Natla localizado em Nova York, Lara descobre que o segundo artefato está na Grécia. Ao recuperar o segundo Scion e junta-lo ao primeiro, ela descobre que o terceiro (e último) Scion está numa tumba no Egito. Ao pegar o terceiro artefato e novamente encaixa-los Lara descobre que Jacqueline Natla foi na verdade uma dos três Deuses-Reis de Atlântida todos os planos maléficos de Jacqueline Natla, ela e os seus capangas (Kid, Kold e Larson) Natla toma posse dos Scions. Depois de perder os três fragmentos do Scion, Lara segue a vilã e seus capangas até a mítica Atlântida. E lá é onde toda a trama se finaliza, nossa heroína derrota Natla e finalmente consegue destruir o Scion.

### Personagens
- Lara Croft: A heroína do jogo, Lara Croft é uma arqueóloga britânica que trabalha em busca de artefatos perdidos, seja em tumbas, templos, santuários ou locais semelhantes.
- Winston Smith: Mordomo fiel de Lara Croft. Serviu a família Croft por gerações. Ele tornou-se um empregado morador depois que sua esposa se ausentou.
- Jacqueline Natla: A chefe executiva da Natla Technologies. Ela emprega Lara Croft para encontrar três partes do artefato "Scion".
- Larson Conway: Um dos cinco mercenários que Natla empregou por motivos pessoais. Ele também tem habilidades em tomb raiding.
- Pierre DuPont: Um dos cinco mercenários que Natla empregou por motivos pessoais. Mais um experiente em tomb raiding.
- Kold: Um dos homens de Natla cuja arma de escolha é a faca de um caçador grande.
- The Kid: Mais um dos homens de Natla, um skatista que usa Uzis para atacar seus inimigos.
- Qualopec: Um dos antigos governantes do continente perdido de Atlântida, cuja tumba está localizada no Peru.
- Tihocan: Mais um governante de Atlântida, Tihocan foi enterrado na Grécia.